# Milnesium tardigradum
'Milnesium tardigradum — вид тихоходів родини Milnesiidae.

## Поширення
Вид має космополітичне поширення. Поширений на всіх материках та океанах, включаючи Антарктику. Живе у відкритому морі, в узбережних водах, прісних водоймах, на землі з високою вологістю.

## Опис
Milnesium tardigradum сягає до 0,7 мм завдовжки. Тіло симетричне, з восьмима ніжками, що оснащені кігтиками. Живиться дрібними організмами: водоростями, коловертками, нематодами і тихоходами меншого розміру. Вид відзначається надзвичайною живучістю. Деякі особини виживали після того, як на них в лабораторних умовах впливали високою радіацією, вакуумом та екстремально низькими температурами.

## Розмноження
Вид розмножується як статевим шляхом, так і партеногенезом. Точну репродуктивну поведінку тардиградів важко реконструювати в штучних умовах, тому частота та сезон розмноження до кінця не зрозумілі. Самиці відкладають до дванадцяти яєць, з яких через кілька днів (п'ять-шістнадцять) вилуплюються личинки. Розвиток личинок відзначається декількома линяннями. Тривалість різних стадій линяння та загального розвитку личинки є індивідуальною для окремої особини, і залежать від харчування та навколишніх умов.